# 24 Horas de Le Mans de 1998
As 24 Hours of Le Mans de 1998 foi o 66º grande prêmio automobilístico das 24 Horas de Le Mans, tendo acontecido nos dias 6 e 7 de junho 1998 em Le Mans, França no autódromo francês, Circuit de la Sarthe.

## Participantes[1]
O ano de 1998 foi marcado por um grande desenvolvimento vindo das equipes inscritas. Porsche e Mercedes-Benz apresentaram protótipos para competir na classe GT1 e LMP. A Toyota lançou três novos protótipos nomeados Toyota GT-One, para competirem na classe GT1, enquanto que a BMW em conjunto com a equipe WilliamsF1, direcionou seus protótipos para competirem na classe LMP, denominados BMW V12 LM. Nissan reteve 4 de seus novos modelos denominados R390 GT1, para competirem pela classe GT1, enquanto que a montadora Panoz, em associação com a Ford, mandou 2 protótipos para representarem os EUA, denominados Esperante GTR-1.

## Resultados Finais

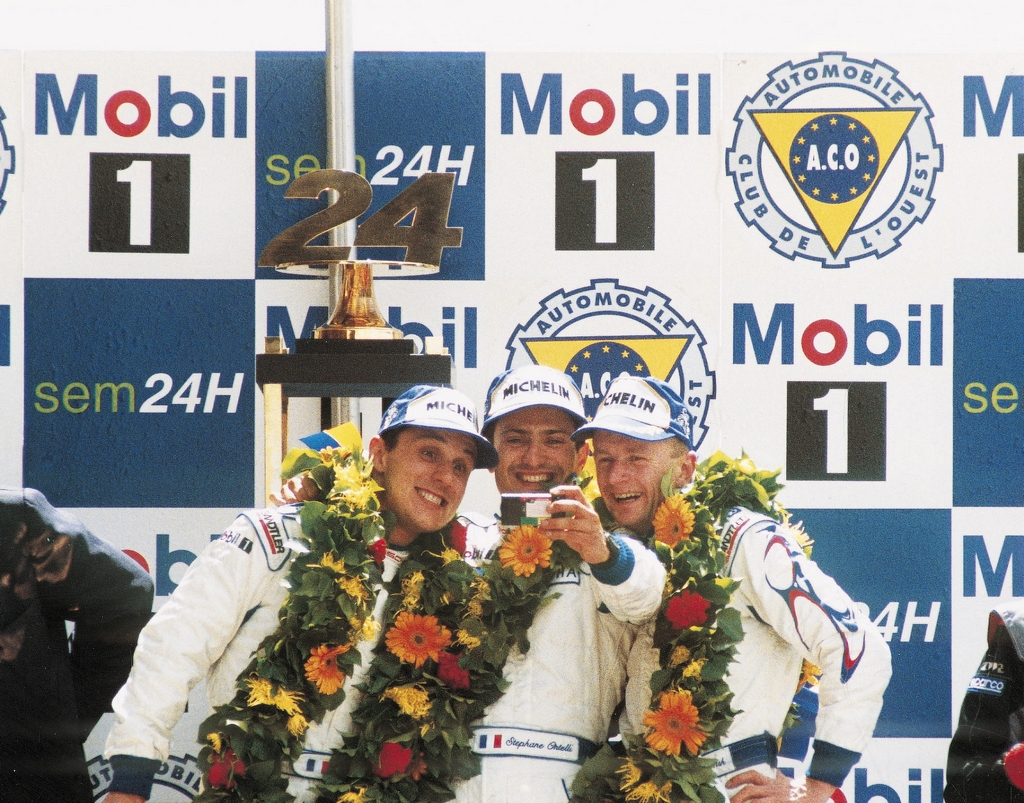
Pódio dos vencedores da edição de 1998, da esquerda para a direita os pilotos: Laurent Aiello, Stéphane Ortelli e Allan McNish

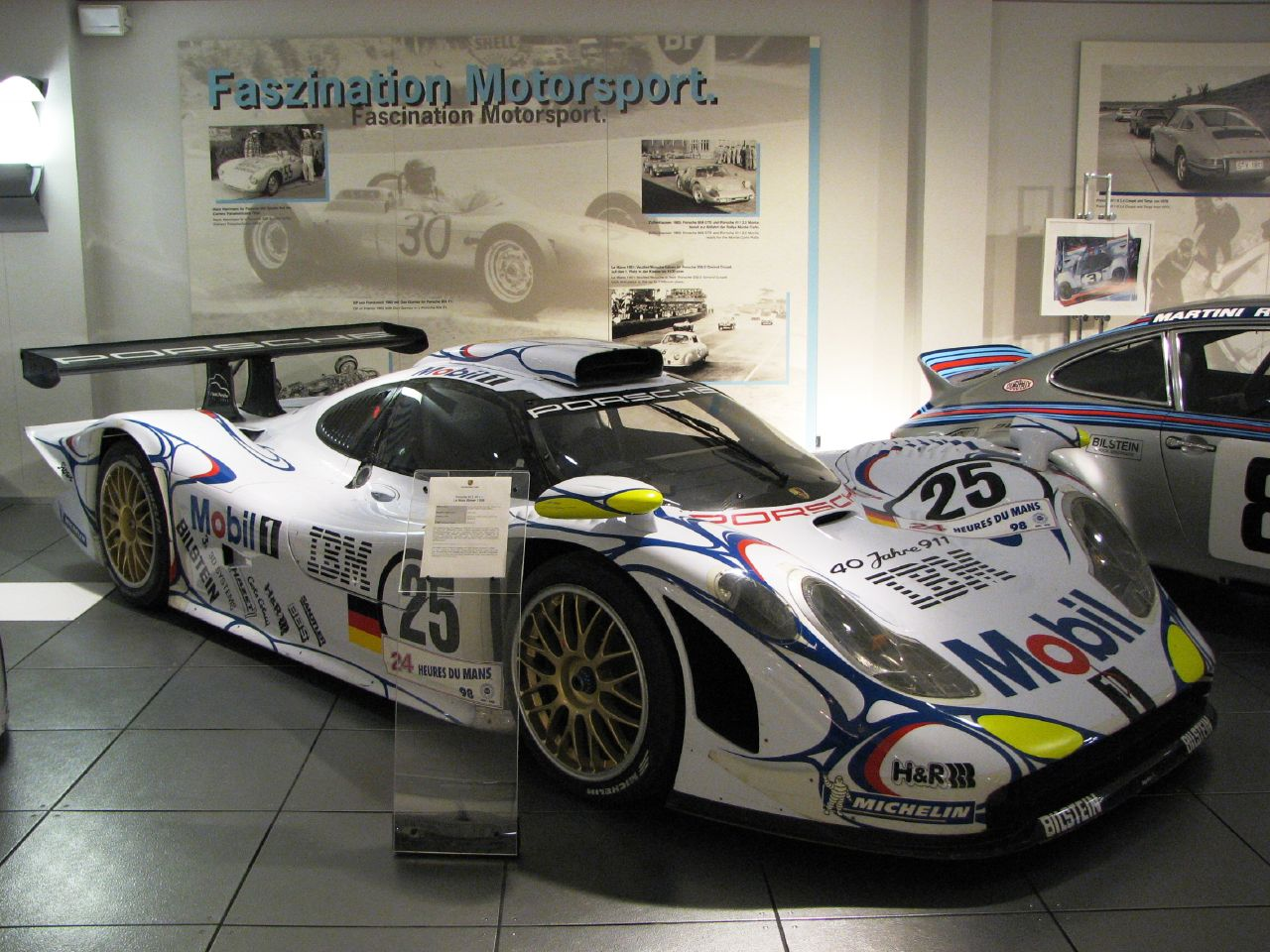
1. 25 Porsche 911 GT1-98

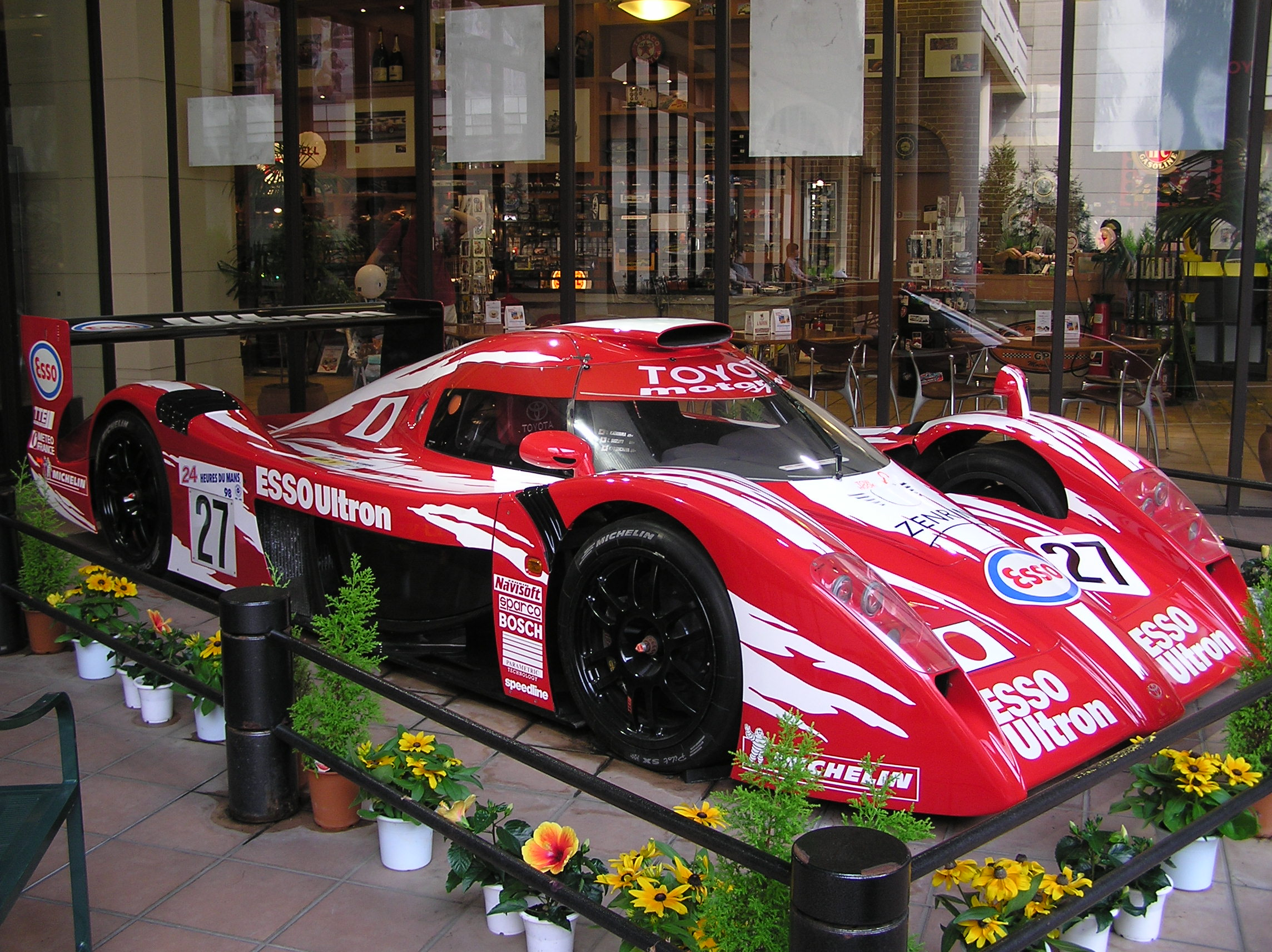
1. 27 Toyota TS-020

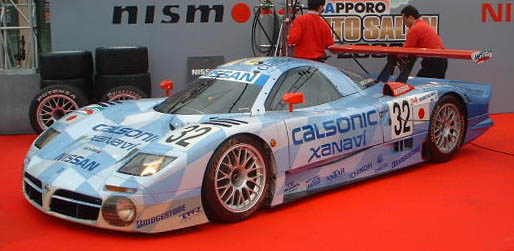
1. 32 Nissan R390 GT1

| Posição                        | Classe | Nº | Time                                  | Pilotos                                                   | Chassis                            | Pneus | Voltas |
| Posição                        | Classe | Nº | Time                                  | Pilotos                                                   | Motor                              | Pneus | Voltas |
| ------------------------------ | ------ | -- | ------------------------------------- | --------------------------------------------------------- | ---------------------------------- | ----- | ------ |
| 1                              | GT1    | 26 | Porsche AG                            | Laurent Aïello Allan McNish Stéphane Ortelli              | Porsche 911 GT1-98                 | M     | 351    |
| 1                              | GT1    | 26 | Porsche AG                            | Laurent Aïello Allan McNish Stéphane Ortelli              | Porsche 3.2L Turbo Flat-6          | M     | 351    |
| 2                              | GT1    | 25 | Porsche AG                            | Jörg Müller Uwe Alzen Bob Wollek                          | Porsche 911 GT1-98                 | M     | 350    |
| 2                              | GT1    | 25 | Porsche AG                            | Jörg Müller Uwe Alzen Bob Wollek                          | Porsche 3.2L Turbo Flat-6          | M     | 350    |
| 3                              | GT1    | 32 | Nissan Motorsports TWR                | Aguri Suzuki Kazuyoshi Hoshino Masahiko Kageyama          | Nissan R390 GT1                    | B     | 347    |
| 3                              | GT1    | 32 | Nissan Motorsports TWR                | Aguri Suzuki Kazuyoshi Hoshino Masahiko Kageyama          | Nissan VRH35L 3.5L Turbo V8        | B     | 347    |
| 4                              | GT1    | 40 | Gulf Team Davidoff EMKA Racing        | Steve O'Rourke Tim Sugden Bill Auberlen                   | McLaren F1 GTR                     | P     | 343    |
| 4                              | GT1    | 40 | Gulf Team Davidoff EMKA Racing        | Steve O'Rourke Tim Sugden Bill Auberlen                   | BMW S70 6.0L V12                   | P     | 343    |
| 5                              | GT1    | 30 | Nissan Motorsports TWR                | John Nielsen Michael Krumm Franck Lagorce                 | Nissan R390 GT1                    | B     | 342    |
| 5                              | GT1    | 30 | Nissan Motorsports TWR                | John Nielsen Michael Krumm Franck Lagorce                 | Nissan VRH35L 3.5L Turbo V8        | B     | 342    |
| 6                              | GT1    | 31 | Nissan Motorsports TWR                | Jan Lammers Érik Comas Andrea Montermini                  | Nissan R390 GT1                    | B     | 342    |
| 6                              | GT1    | 31 | Nissan Motorsports TWR                | Jan Lammers Érik Comas Andrea Montermini                  | Nissan VRH35L 3.5L Turbo V8        | B     | 342    |
| 7                              | GT1    | 45 | Panoz Motorsports Inc.                | David Brabham Andy Wallace Jamie Davies                   | Panoz Esperante GTR-1              | M     | 335    |
| 7                              | GT1    | 45 | Panoz Motorsports Inc.                | David Brabham Andy Wallace Jamie Davies                   | Ford (Roush) 6.0L V8               | M     | 335    |
| 8                              | LMP1   | 12 | Doyle-Risi Racing                     | Wayne Taylor Eric van de Poele Fermín Velez               | Ferrari 333 SP                     | P     | 332    |
| 8                              | LMP1   | 12 | Doyle-Risi Racing                     | Wayne Taylor Eric van de Poele Fermín Velez               | Ferrari F310E 4.0L V12             | P     | 332    |
| 9                              | GT1    | 27 | Toyota Motorsports Toyota Team Europe | Ukyo Katayama Toshio Suzuki Keiichi Tsuchiya              | Toyota GT-One                      | M     | 326    |
| 9                              | GT1    | 27 | Toyota Motorsports Toyota Team Europe | Ukyo Katayama Toshio Suzuki Keiichi Tsuchiya              | Toyota R36V 3.6L Turbo V8          | M     | 326    |
| 10                             | GT1    | 33 | Nissan Motorsports TWR                | Satoshi Motoyama Takuya Kurosawa Masami Kageyama          | Nissan R390 GT1                    | B     | 319    |
| 10                             | GT1    | 33 | Nissan Motorsports TWR                | Satoshi Motoyama Takuya Kurosawa Masami Kageyama          | Nissan VRH35L 3.5L Turbo V8        | B     | 319    |
| 11                             | GT2    | 53 | Viper Team Oreca                      | Justin Bell David Donohue Luca Drudi                      | Chrysler Viper GTS-R               | M     | 317    |
| 11                             | GT2    | 53 | Viper Team Oreca                      | Justin Bell David Donohue Luca Drudi                      | Chrysler 8.0L V10                  | M     | 317    |
| 12                             | LMP1   | 16 | Kremer Racing                         | Ricardo Agusta Almo Coppelli Xavier Pompidou              | Kremer K8/2 Spyder                 | G     | 314    |
| 12                             | LMP1   | 16 | Kremer Racing                         | Ricardo Agusta Almo Coppelli Xavier Pompidou              | Porsche Type-935 3.2L Turbo Flat-6 | G     | 314    |
| 13                             | GT2    | 51 | Viper Team Oreca                      | Olivier Beretta Pedro Lamy Tommy Archer                   | Chrysler Viper GTS-R               | M     | 312    |
| 13                             | GT2    | 51 | Viper Team Oreca                      | Olivier Beretta Pedro Lamy Tommy Archer                   | Chrysler 8.0L V10                  | M     | 312    |
| 14                             | LMP1   | 3  | Moretti Racing Inc.                   | Gianpiero Moretti Mauro Baldi Didier Theys                | Ferrari 333 SP                     | Y     | 311    |
| 14                             | LMP1   | 3  | Moretti Racing Inc.                   | Gianpiero Moretti Mauro Baldi Didier Theys                | Ferrari F310E 4.0L V12             | Y     | 311    |
| 15                             | LMP1   | 15 | Courage Compétition                   | Henri Pescarolo Olivier Grouillard Franck Montagny        | Courage C36                        | M     | 304    |
| 15                             | LMP1   | 15 | Courage Compétition                   | Henri Pescarolo Olivier Grouillard Franck Montagny        | Porsche Type-935 3.0L Turbo Flat-6 | M     | 304    |
| 16                             | LMP1   | 24 | Courage Compétition                   | Yojiro Terada Franck Fréon Olivier Thévenin               | Courage C41                        | M     | 300    |
| 16                             | LMP1   | 24 | Courage Compétition                   | Yojiro Terada Franck Fréon Olivier Thévenin               | Porsche Type-935 3.0L Turbo Flat-6 | M     | 300    |
| 17                             | GT2    | 64 | Roock Racing                          | Claudia Hürtgen Michel Ligonnet Robert Nearn              | Porsche 911 GT2                    | Y     | 285    |
| 17                             | GT2    | 64 | Roock Racing                          | Claudia Hürtgen Michel Ligonnet Robert Nearn              | Porsche 3.8L Turbo Flat-6          | Y     | 285    |
| 18                             | GT2    | 69 | Michel Nourry                         | Michel Nourry Thierry Perrier Jean-Louis Ricci            | Porsche 911 GT2                    | G     | 276    |
| 18                             | GT2    | 69 | Michel Nourry                         | Michel Nourry Thierry Perrier Jean-Louis Ricci            | Porsche 3.6L Turbo Flat-6          | G     | 276    |
| 19                             | GT2    | 56 | Chamberlain Engineering               | Gary Ayles Matt Turner Hans Hugenholtz                    | Chrysler Viper GTS-R               | D     | 270    |
| 19                             | GT2    | 56 | Chamberlain Engineering               | Gary Ayles Matt Turner Hans Hugenholtz                    | Chrysler 8.0L V10                  | D     | 270    |
| 20                             | GT2    | 68 | Elf Haberthur Racing                  | Eric Graham Hervé Poulain Jean-Luc Maury-Laribière        | Porsche 911 GT2                    | D     | 268    |
| 20                             | GT2    | 68 | Elf Haberthur Racing                  | Eric Graham Hervé Poulain Jean-Luc Maury-Laribière        | Porsche 3.6L Turbo Flat-6          | D     | 268    |
| 21                             | GT2    | 55 | Chamberlain Engineering               | Ni Amorim Gonçalo Gomes Manuel Mello-Breyner              | Chrysler Viper GTS-R               | D     | 264    |
| 21                             | GT2    | 55 | Chamberlain Engineering               | Ni Amorim Gonçalo Gomes Manuel Mello-Breyner              | Chrysler 8.0L V10                  | D     | 264    |
| 22                             | GT2    | 65 | Roock Racing                          | Rob Schirle André Ahrle David Warnock                     | Porsche 911 GT2                    | Y     | 247    |
| 22                             | GT2    | 65 | Roock Racing                          | Rob Schirle André Ahrle David Warnock                     | Porsche 3.6L Turbo Flat-6          | Y     | 247    |
| 23                             | GT2    | 72 | Larbre Compétition                    | Patrice Goueslard Jean-Luc Chereau Pierre Yver            | Porsche 911 GT2                    | M     | 240    |
| 23                             | GT2    | 72 | Larbre Compétition                    | Patrice Goueslard Jean-Luc Chereau Pierre Yver            | Porsche 3.6L Turbo Flat-6          | M     | 240    |
| Não terminaram a corrida (DNF) |        |    |                                       |                                                           |                                    |       |        |
| 24                             | GT1    | 29 | Toyota Motorsport Toyota Team Europe  | Thierry Boutsen Ralf Kelleners Geoff Lees                 | Toyota GT-One                      | M     | 330    |
| 24                             | GT1    | 29 | Toyota Motorsport Toyota Team Europe  | Thierry Boutsen Ralf Kelleners Geoff Lees                 | Toyota R36V 3.6L Turbo V8          | M     | 330    |
| 25                             | GT2    | 71 | Estoril Racing Communication          | Michel Maisonneuve Manuel Monteiro Michel Monteiro        | Porsche 911 GT2                    | P     | 277    |
| 25                             | GT2    | 71 | Estoril Racing Communication          | Michel Maisonneuve Manuel Monteiro Michel Monteiro        | Porsche 3.6L Turbo Flat-6          | P     | 277    |
| 26                             | GT1    | 44 | Panoz Motorsports Inc. DAMS           | Éric Bernard Christophe Tinseau Johnny O'Connell          | Panoz Esperante GTR-1              | M     | 236    |
| 26                             | GT1    | 44 | Panoz Motorsports Inc. DAMS           | Éric Bernard Christophe Tinseau Johnny O'Connell          | Ford (Roush) 6.0L V8               | M     | 236    |
| 27                             | LMP1   | 13 | Courage Compétition                   | Didier Cottaz Marc Goossens Jean-Philippe Belloc          | Courage C51                        | M     | 232    |
| 27                             | LMP1   | 13 | Courage Compétition                   | Didier Cottaz Marc Goossens Jean-Philippe Belloc          | Nissan VRH35Z 3.0L Turbo V8        | M     | 232    |
| 28                             | GT1    | 41 | Gulf Team Davidoff GTC Competition    | Dr. Thomas Bscher Emanuele Pirro Rinaldo Capello          | McLaren F1 GTR                     | G     | 228    |
| 28                             | GT1    | 41 | Gulf Team Davidoff GTC Competition    | Dr. Thomas Bscher Emanuele Pirro Rinaldo Capello          | BMW S70 6.0L V12                   | G     | 228    |
| 29                             | LMP1   | 8  | Porsche AG Joest Racing               | Pierre-Henri Raphanel David Murry James Weaver            | Porsche LMP1-98                    | M     | 218    |
| 29                             | LMP1   | 8  | Porsche AG Joest Racing               | Pierre-Henri Raphanel David Murry James Weaver            | Porsche Type-935 3.2L Turbo Flat-6 | M     | 218    |
| 30                             | LMP1   | 10 | Pilot Racing                          | Michel Ferté Pascal Fabre François Migault                | Ferrari 333 SP                     | D     | 203    |
| 30                             | LMP1   | 10 | Pilot Racing                          | Michel Ferté Pascal Fabre François Migault                | Ferrari F310E 4.0L V12             | D     | 203    |
| 31                             | GT2    | 67 | Elf Haberthur Racing                  | Michel Neugarten Jean-Claude Lagniez David Smadja         | Porsche 911 GT2                    | D     | 198    |
| 31                             | GT2    | 67 | Elf Haberthur Racing                  | Michel Neugarten Jean-Claude Lagniez David Smadja         | Porsche 3.6L Turbo Flat-6          | D     | 198    |
| 32                             | GT1    | 28 | Toyota Motorsports Toyota Team Europe | Martin Brundle Emmanuel Collard Eric Hélary               | Toyota GT-One                      | M     | 191    |
| 32                             | GT1    | 28 | Toyota Motorsports Toyota Team Europe | Martin Brundle Emmanuel Collard Eric Hélary               | Toyota R36V 3.6L Turbo V8          | M     | 191    |
| 33                             | LMP1   | 5  | JB Racing                             | Vincenzo Sospiri Jean-Christophe Boullion Jérôme Policand | Ferrari 333 SP                     | M     | 187    |
| 33                             | LMP1   | 5  | JB Racing                             | Vincenzo Sospiri Jean-Christophe Boullion Jérôme Policand | Ferrari F310E 4.0L V12             | M     | 187    |
| 34                             | GT2    | 60 | Chereau Sports Larbre Compétition     | Jean-Pierre Jarier Carl Rosenblad Robin Donovan           | Porsche 911 GT2                    | M     | 164    |
| 34                             | GT2    | 60 | Chereau Sports Larbre Compétition     | Jean-Pierre Jarier Carl Rosenblad Robin Donovan           | Porsche 3.6L Turbo Flat-6          | M     | 164    |
| 35                             | GT2    | 62 | CJ Motorsport                         | John Morton John Graham Harald Grohs                      | Porsche 911 GT2                    | G     | 164    |
| 35                             | GT2    | 62 | CJ Motorsport                         | John Morton John Graham Harald Grohs                      | Porsche 3.6L Turbo Flat-6          | G     | 164    |
| 36                             | LMP1   | 21 | Solution F                            | Philippe Gache Wayne Gardner Didier de Radiguès           | Riley & Scott Mk III               | P     | 155    |
| 36                             | LMP1   | 21 | Solution F                            | Philippe Gache Wayne Gardner Didier de Radiguès           | Ford 5.1L V8                       | P     | 155    |
| 37                             | LMP1   | 14 | Courage Compétition                   | Fredrik Ekblom Patrice Gay Tetsuya Tsuchiya               | Courage C51                        | M     | 126    |
| 37                             | LMP1   | 14 | Courage Compétition                   | Fredrik Ekblom Patrice Gay Tetsuya Tsuchiya               | Nissan VRH35Z 3.5L Turbo V8        | M     | 126    |
| 38                             | LMP1   | 7  | Porsche AG Joest Racing               | Michele Alboreto Stefan Johansson Yannick Dalmas          | Porsche LMP1-98                    | M     | 107    |
| 38                             | LMP1   | 7  | Porsche AG Joest Racing               | Michele Alboreto Stefan Johansson Yannick Dalmas          | Porsche Type-935 3.2L Turbo Flat-6 | M     | 107    |
| 39                             | LMP2   | 22 | Didier Bonnet                         | Lionel Robert Eduoard Sezionale Pierre Bruneau            | Debora LMP2                        | M     | 106    |
| 39                             | LMP2   | 22 | Didier Bonnet                         | Lionel Robert Eduoard Sezionale Pierre Bruneau            | BMW S50 3.2L I6                    | M     | 106    |
| 40                             | GT2    | 61 | Krauss Race Sports Intl.              | Bernhard Müller Michael Trunk Ernst Palmberger            | Porsche 911 GT2                    | D     | 71     |
| 40                             | GT2    | 61 | Krauss Race Sports Intl.              | Bernhard Müller Michael Trunk Ernst Palmberger            | Porsche 3.6L Turbo Flat-6          | D     | 71     |
| 41                             | LMP1   | 1  | Team BMW Motorsport                   | Hans Joachim Stuck Steve Soper Tom Kristensen             | BMW V12 LM                         | M     | 60     |
| 41                             | LMP1   | 1  | Team BMW Motorsport                   | Hans Joachim Stuck Steve Soper Tom Kristensen             | BMW S70 6.0L V12                   | M     | 60     |
| 42                             | LMP1   | 2  | Team BMW Motorsport                   | Pierluigi Martini Joachim Winkelhock Johnny Cecotto       | BMW V12 LM                         | M     | 43     |
| 42                             | LMP1   | 2  | Team BMW Motorsport                   | Pierluigi Martini Joachim Winkelhock Johnny Cecotto       | BMW S70 6.0L V12                   | M     | 43     |
| 43                             | GT1    | 36 | AMG-Mercedes                          | Jean-Marc Gounon Ricardo Zonta Christophe Bouchut         | Mercedes-Benz CLK-LM               | B     | 31     |
| 43                             | GT1    | 36 | AMG-Mercedes                          | Jean-Marc Gounon Ricardo Zonta Christophe Bouchut         | Mercedes-Benz M119 5.0L V8         | B     | 31     |
| 44                             | GT2    | 50 | Viper Team Oreca                      | Karl Wendlinger Marc Duez Patrick Huisman                 | Chrysler Viper GTS-R               | M     | 28     |
| 44                             | GT2    | 50 | Viper Team Oreca                      | Karl Wendlinger Marc Duez Patrick Huisman                 | Chrysler 8.0L V10                  | M     | 28     |
| 45                             | GT2    | 70 | Konrad Motorsport                     | Franz Konrad Larry Schumacher Nick Ham                    | Porsche 911 GT2                    | D     | 24     |
| 45                             | GT2    | 70 | Konrad Motorsport                     | Franz Konrad Larry Schumacher Nick Ham                    | Porsche 3.6L Turbo Flat-6          | D     | 24     |
| 46                             | GT1    | 35 | AMG-Mercedes                          | Bernd Schneider Mark Webber Klaus Ludwig                  | Mercedes-Benz CLK-LM               | B     | 19     |
| 46                             | GT1    | 35 | AMG-Mercedes                          | Bernd Schneider Mark Webber Klaus Ludwig                  | Mercedes-Benz M119 5.0L V8         | B     | 19     |
| 47                             | GT2    | 73 | Konrad Motorsport                     | Toni Seiler Peter Kitchak Angelo Zadra                    | Porsche 911 GT2                    | D     | 2      |
| 47                             | GT2    | 73 | Konrad Motorsport                     | Toni Seiler Peter Kitchak Angelo Zadra                    | Porsche 3.6L Turbo Flat-6          | D     | 2      |

## Estatisticas
- Pole Position - #35 AMG-Mercedes - 3:35.544
- Volta mais rápida - #28 Toyota Motorsport - 3:41.809
- Distancia - 4773.18km
- Velocidade Média - 207km/h
- Maior velocidade - Toyota GT-One - 345 km/h (pratica)